# Герб Таманської
Герб Таманської — геральдичний символ станиці Таманська Російської Федерації.

## Опис
Герб муніципального освіти Таманського сільське поселення затверджений рішенням Ради муніципального освіти від 29 грудня 2005 року № 40 і внесений до Державного геральдичний регістр Російської Федерації під № 2132:
|  | У почетвертованому щиті із зеленою облямівкою, обтяженою двадцять одною шестикутньою золотою зіркою, в першій частині - в срібному полі пурпурова, з чорною випушкою, прикрашена золотом та самоцвітами і увінчана золотим хрестом стародавня князівська шапка (подібна шапкам російських царів); у другій - в золотому полі на блакитному краю червона мурована наскрізна арка, по краях поєднана з більш високими мурованою і зубчастими фортечними стінами того ж кольору, і за стіною - синя гора, що вивергає таке ж полум'я, упирається в блакитні клуби диму, що виходять на чолі; у третій - в блакитному полі срібна риба в ліву перев'язь; у четвертій - у червленому полі срібне тригір'є |

## Обґрунтування символіки герба Таманського сільського поселення
Герб Таманського сільського поселення розроблений на основі історичного герба військового міста Тамань. В гербі мовою символів та алегорій відбиті історичні та природні особливості Тамані.
Княжа корона символізує знаходження на території сучасної Тамані Тмутараканського князівства в X–XII століттях. Фортечна стіна вказує на Фанагорійський фортецю, побудовану козаками біля станиці за планом А. В. Суворова.
В гербі також відображені природні багатства і пам'ятки:
- Грязьові вулкани (зображення вулкана),
- Багаті рибні запаси і розвинений рибний промисел (срібна риба),
- Видобуток солі виробляється в перебігу багатьох сторіч (горби солі).
- Золото — символ стабільності, багатства, пошани, інтелекту.
- Срібло — символ чистоти, досконалості, миру і взаєморозуміння.
- Червоний колір — символ мужності, сили, праці і краси.
- Блакитний колір — символ честі, благородства, духовності.
- Зелений колір — символ природи, здоров'я, життєвого зростання.
- Пурпуровий колір — символ гідності, слави, пошани і величі.
- Чорний колір — символ скромності, мудрості, вічності буття.

## Авторська група
Реконструкція герба: Геннадій Майков (з.п. Тамань), Олег Толкушін (Черкаси), Костянтин Моченов (Хімки).
Обґрунтування символіки: Л. Швецова (Темрюк), Кирило Переходенко (Конакова).
Комп'ютерний дизайн: Галина Русанова (Москва).

## Історія

### Герб 30 січня 1848
|  | Щит розділений хрестоподібно на 4 рівні частини: в 1 в срібному полі пурпурового кольору прикрашена золотом і дорогоцінним камінням Княжа корона, на верху якої золотий хрест; під 2 в золотому полі приморська над водою фортеця червоного кольору, за оной вогнедишна сопка; в 3 в блакитному полі срібна риба і в 4 в червоному полі 3 бугра солі. Щит оточений облямівкою, на якій 21 золота зірка, означає число станиць в Таманському окрузі |

Автор герба Тамані — професор архітектури, інженер-майор І. Д. Чернік.

### Проект герба 30 липня 1856
|  | Щит четирехчастний скошений із зеленою облямівкою, обтяжений 21-й золотою зіркою - перша і третя частини срібні, друга - лазурова, четверта - золота. В першій частині щита червлена прикрашена золотом і коштовним камінням князівська корона, на верху якої золотий хрест; у другій - в золотому неводі срібна риба; третя - усіяна срібними буграми солі; у четвертій - на блакитному краю червлена фортеця, за якою золота сопка з срібним вогнем |

### Проект 1859 року Б.Кене
|  | У блакитному щиті із зеленою облямівкою, усіяною шестикутна срібними зірками, золоті ворота, над якими золота корона, супроводжувана з боків двома срібними рибами. У вільній частині щита герб Таврійської губернії. Щит увінчаний срібною баштової короною з трьома зубцями. За щитом два навхрест покладені золоті якорі, з'єднані Олександрівською стрічкою |

Проект не був затверджений офіційно